# Елпида
Елпида (грч. Ελπις) је личност из грчке митологије.

## Митологија
Елпида је била дух или демон наде. Њу је, попут других демона, Зевс заробио у кутију, коју је поверио Пандори. Када је Пандора отворила кутију, сви демони су побегли осим Елпиде. На тај начин, она је остала као утеха људском роду. Међутим, она је описана као слепа нада која заправо обмањује људски род, заједно са Тихом. Дакле, то је зли демон и једини лек за смрт и све животне несреће. Тек касније, у хеленистичко-римском периоду је оплемењена и њено име је Спес. У античкој уметности је замишљана као млада жена обучена у пуно рухо, како лагано хода и у десној руци носи цвеће, а левом придржава хаљину. Њена супротност је Мор или Морос, демон безнађа и пропасти. Иако нигде није наведено, претпоставља се да је била пород Ноћи, а Софокле је као њену кћерку навео Фему. Осим Софокла, још неки аутори су писали о Елпиди; Хесиод, Пиндар, Есхил, Есоп, Овидије и Нон.